# Fiorenzo Magni
Fiorenzo Magni (Vaiano, 7 december 1920 – Monticello Brianza, 19 oktober 2012) was een Italiaans wielrenner. Zijn grootste overwinningen behaalde hij in de Ronde van Vlaanderen (die hij drie keer achter elkaar won) en de Ronde van Italië (die hij eveneens driemaal op zijn naam schreef).

## Biografie
Magni, "De Witte Wolf" is samen met Achiel Buysse, Eric Leman, Johan Museeuw, Tom Boonen, Fabian Cancellara en Mathieu van der Poel recordhouder van het aantal overwinningen in de Ronde van Vlaanderen. Van die zes is hij de enige die de Ronde driemaal achter elkaar won, in 1949, 1950 en 1951.
In zijn loopbaan als profwielrenner reed hij ook 3 jaar met de trui van Italiaans kampioen rond, in 1951, 1953 en 1954.
Magni was een buitengewoon bekwaam renner, een goede finisher. Hij slaagde erin om de 'derde man' te zijn tussen de grote kampioenen Fausto Coppi en Gino Bartali.
Fiorenzo Magni werd door zijn temperament ook "De Toscaan van Vlaanderen" genoemd, niet enkel omdat hij de Ronde van Vlaanderen driemaal won, maar ook omdat hij dat bijna alleen deed met zijn agressiviteit en zijn moed.
Een voorbeeld van zijn enorme wilskracht toonde hij in de Giro d'Italia van 1956. Een foto tijdens de beklimming van de San Luca di Bologna (tijdrit) toont dat aan. Hij was gevallen tijdens de afdaling van de Volterra en brak daarbij het sleutelbeen. De dokter pakte hem helemaal in en hij vertrok toch nog. Hij slaagde er uiteindelijk zelfs in om nog de tweede plaats te halen in het eindklassement van deze Giro.
In 1950 had Magni de gele leiderstrui in de Grande Boucle, maar werd samen met de rest van de Italiaanse ploeg door Gino Bartali overgehaald uit de wedstrijd te stappen, omdat laatstgenoemde was aangevallen door het Franse publiek. In zijn carrière heeft hij 109 overwinningen behaald.
Na zijn carrière werd hij sportdirecteur van de nationale wielerploeg van Italië en voorzitter van de Wielermuseum in Madonna del Ghisallo.
Hij was in oktober 2012 in Rome voor het voorstellen van een boek rond zijn persoon. Op 19 oktober overleed Magni op 91-jarige leeftijd in zijn villa in Monticello Brianza.
In Italië was Magni niet bij iedereen geliefd. Hij werd in verband gebracht met oorlogsmisdaden als lid van een fascistische militie in 1944. Kort na de oorlog werd hij daarvan vrijgesproken wegens gebrek aan bewijs. Zijn verleden werd hem echter door velen nagedragen.

## Belangrijkste overwinningen
1942
- Ronde van Piëmont

1947
- Tre Valli Varesine

1948
- 19e etappe Ronde van Italië
- Eindklassement Ronde van Italië

1949
- Ronde van Vlaanderen
- Ronde van Toscane
- 10e etappe Ronde van Frankrijk
- Trofeo Baracchi (met Adolfo Grosso)

1950
- Ronde van Vlaanderen
- Trofeo Baracchi (met Antonio Bevilacqua)
- 16e etappe Ronde van Italië
- 8e etappe Ronde van Frankrijk

1951
- Italiaans kampioenschap op de weg, Elite
- Eindklassement Ronde van Italië
- 18e etappe Ronde van Frankrijk
- Ronde van Lazio
- Ronde van Romagna
- Ronde van Vlaanderen
- Milaan-Turijn
- Trofeo Baracchi (met Giuseppe Minardi)

1952
- 6e etappe Ronde van Frankrijk
- 22e etappe Ronde van Frankrijk
- 3e etappe deel B Rome-Napels-Rome
- Eindklassement Rome-Napels-Rome

1953
- Italiaans kampioenschap op de weg, Elite
- 9e etappe Ronde van Frankrijk
- 22e etappe Ronde van Frankrijk
- 10e etappe Ronde van Italië
- 16e etappe Ronde van Italië
- 21e etappe Ronde van Italië
- 1e etappe deel C Rome-Napels-Rome
- 5e etappe deel A Rome-Napels-Rome
- Eindklassement Rome-Napels-Rome
- Ronde van Piëmont

1954
- Italiaans kampioenschap op de weg, Elite
- Ronde van Toscane

1955
- Ronde van Romagna
- 7e etappe Ronde van Spanje
- 13e etappe Ronde van Spanje
- 15e etappe Ronde van Spanje
- Bergklassement Ronde van Spanje
- 2e etappe Ronde van Italië
- Eindklassement Ronde van Italië

1956
- Ronde van Lazio
- Ronde van Piëmont
- 2e etappe deel A Rome-Napels-Rome

## Resultaten in voornaamste wedstrijden
| Jaar | Ronde van Italië | Ronde van Frankrijk | Ronde van Spanje |
| ---- | ---------------- | ------------------- | ---------------- |
| 1942 |                  |                     |                  |
| 1943 |                  |                     |                  |
| 1947 | 9e               |                     |                  |
| 1948 | ↑ (1)            |                     |                  |
| 1949 |                  | 6e (1)              |                  |
| 1950 | 6e (1)           | opgave (1)          |                  |
| 1951 | ↑                | 7e (1)              |                  |
| 1952 | ↑                | 6e (2)              |                  |
| 1953 | 9e (3)           | 15e (2)             |                  |
| 1954 | 6e               |                     |                  |
| 1955 | ↑ (1)            |                     | 13e (3)          |
| 1956 | ↑                |                     |                  |

| Jaar | Milaan-San Remo | Ronde van Vlaanderen | Parijs-Roubaix | Ronde van Lombardije | Waalse Pijl |  | WK op de weg |  | Wereldranglijsten |
| ---- | --------------- | -------------------- | -------------- | -------------------- | ----------- |  | ------------ |  | ----------------- |
| 1942 | 12e             |                      |                | 7e                   |             |  |              |  |                   |
| 1943 | 9e              |                      |                |                      |             |  |              |  |                   |
| 1947 | 7e              |                      |                | 16e                  |             |  | 4e           |  |                   |
| 1948 | 29e             |                      | 5e             |                      | 28e         |  |              |  | 4e (CDC)          |
| 1949 | ↑               | ↑                    | 12e            | 4e                   |             |  | 9e           |  | (CDC)             |
| 1950 | 4e              | ↑                    | ↑              | 18e                  |             |  |              |  | (CDC)             |
| 1951 | 19e             | ↑                    | 15e            | 12e                  | 9e          |  | ↑            |  | (CDC)             |
| 1952 | 29e             |                      |                | 37e                  |             |  | 4e           |  |                   |
| 1953 | 49e             |                      | 12e            | 7e                   | 18e         |  |              |  |                   |
| 1954 | 8e              |                      |                | ↑                    |             |  |              |  | 7e (CDC)          |
| 1955 | 5e              |                      |                | 11e                  |             |  |              |  |                   |
| 1956 | Zilver          |                      |                | Brons                |             |  | 12e          |  |                   |

- International Standard Name Identifier: 0000 0003 9688 4690
- Library of Congress Control Number: no2012148753
- Nederlandse Thesaurus van Auteursnamen: 33448507X
- Istituto Centrale per il Catalogo Unico: LO1V349674
- Virtual International Authority File: 291934546
- WorldCat: E39PBJm4RbpPbb6wWQcgQHtVG3